# Axel Wiegandt
Axel Julius A. Wiegandt, född 14 januari 1888, död 28 februari 1947, var en svensk idrottsman (långdistanslöpare). Han tävlade för Mariebergs IK.
Wiegandt vann SM-guld på 10 000 m år 1908.
Vid OS i London 1908 hamnade han utanför det svenska laget i laglöpning 3 engelska mil. På 5 engelska mil utgick han i försöken. Wiegandt är begravd på Norra begravningsplatsen utanför Stockholm.